# Nou setmanes i mitja
Nou setmanes i mitja (títol original en anglès: Nine 1/2 Weeks) és una pel·lícula estatunidenca dirigida per Adrian Lyne, estrenada el 1986. Ha estat doblada al català.

## Argument
Elizabeth, divorciada, treballa a la Spring Street Gallery, una galeria d'art de Nova York. Fent les seves compres en una botiga regentada per un xinès, un home s'hi fixa i li provoca una certa emoció. Aquest misteriós desconegut no triga a abordar-la i la convida a dinar a un restaurant italià. Així comença una relació tòrrida, regida per relacions de domini cada vegada més poderoses. Durarà 9 setmanes i mitja.

## Repartiment
- Mickey Rourke: John
- Kim Basinger: Elizabeth
- Margaret Whitton: Molly
- David Margulies: Harvey
- Christine Baranski: Thea
- Karen Young: Sue
- William De Acutis: Ted
- Dwight Weist: Farnsworth
- Roderick Cook: Sinclair
- Victor Truro: Client de la galeria
- Justine Johnston: Venedora de roba de llit
- Cintia Cruz: Meuca
- Kim Chan: Carnisser del barri xinès
- Lee Llec Sing: Client xinès
- Rudolph Willrich: Client del barri xinès

## Al voltant de la pel·lícula
- La pel·lícula va tenir dues continuacions. Love in Paris, dirigida per Anne Goursaud el 1997, i The First 9 1/2 Weeks, dirigida per Alex Wright el 1998.
- S'associa sovint la pel·lícula a una cançó de la seva banda original, You can leave your hat on de Joe Cocker.

## Premis
- Nominació al premi al pitjor guió, pitjor actriu (Kim Basinger) i pitjor cançó (Jonathan Elias, John Taylor i Michael Des Barres per a I Do What I Do), en els Premi Golden Raspberry 1987.